# 嚴耕望
嚴耕望（1916年1月28日—1996年10月9日），名德厚，字耕望（以字行），號歸田，安徽省桐城縣人，為中國歷史學家，專治中國中古政治制度和歷史地理，以治學方法嚴謹聞名。

## 生平
嚴耕望幼就私塾，歷讀羅家嶺小學、安慶第一中學、安慶高級中學。初名德厚，中學時始更今名。
1937年以安徽省公費考取國立武漢大學歷史系，不久抗戰事起，國立武漢大學西遷四川省乐山縣，故大學生活中，有三年半實居樂安。1941年夏大學畢業，師從於歷史學家錢穆。
歷任齊魯大學國學研究所助理員、中央研究院歷史語言研究所研究員、香港中文大學教授、香港中文大學中國文化研究所高級研究員、美國哈佛大學訪問學人、耶魯大學客座教授、中央研究院歷史語言研究所特約講座、東吳大學特約講座、香港新亞研究所所長、香港新亞中學校董會成員。1970年當選為中央研究院院士。
1996年10月9日於臺北市忠孝醫院因腦溢血逝世，享年80歲。

## 學術成就
嚴耕望治學方法嚴謹，在《治史經驗談》中便自言以「勤、恒、毅、勇、謹、和、緩、定」為學術工作要訣，又有「看人人所能看得到的書，說人人所未說過的話」的格言。
嚴耕望的研究建基於龐大的原始文獻和細密的考證，如在1956年初版的《唐僕尚書丞郎表》，他反覆考證唐代2680餘任尚書省僕尚丞郎，共1116人的詳細資料，當中發現唐代重要史籍1200多項錯處，成為日後研究唐代歷史的重要工具書。據他的學生的憶述，嚴耕望為不同研究課題以人手抄寫的資料卡片累積以十萬計。
嚴耕望窮畢生研究中國歷史地理，認為這方面「尤重國計民生之大端」。他計劃在有生之年依次撰寫《唐代交通圖考》、《唐代人文地理》和《國史人文地理》三部鉅著。《唐代交通圖考》的撰寫工作自1946年開始，以考釋唐代交通路線和制度為目標，計劃累積的資料超過十萬件，全書原定十卷，依次出版了《京都關內區》、《河隴磧西區》、《秦嶺仇池區》、《山劍滇黔區》、《河東河北區》五卷，凡1792頁，超過二百萬字，被公認是一部學術鉅著。直至他逝世，整個計劃仍未完成。
嚴耕望生性謙遜，在《唐代交通圖考》的序文中便自言：「當代前輩學人晚年著述，往往寄寓心曲，有一「我」字存乎筆端。余撰此書，只為讀史治史者提供一磚一瓦之用，「今之學者為人」，不別寓任何心聲意識。」余英時在悼念文章中就稱他為「中國史學界的樸實楷模」。

## 主要著作
1. 《兩漢太守刺史表》，中央研究院歷史語言研究所，1948。1991年再版。
2. 《唐僕尚丞郎表》，中央研究院歷史語言研究所，1956。
3. 《中國地方行政制度史：甲部：秦漢地方行政制度》，中央研究院歷史語言研究所，1961。
4. 《中國地方行政制度史：乙部：魏晉南北朝地方行政制度》，中央研究院歷史語言研究所，1963。
5. 《唐史研究叢稿》，新亞研究所，1969。
6. 《治史經驗談》，臺灣商務印書館，1981。
7. 《治史答問》，臺灣商務印書館，1985。
8. 《唐代交通圖考》（第一至五卷），中央研究院歷史語言研究所，1985-1986。
9. 《嚴耕望史學論文選集》，聯經出版事業有限公司，1991。北京中華書局, 2006 再版, 上下兩冊。
10. 《錢穆賓四先生與我》，臺灣商務印書館，1992。
11. 《唐代交通圖考》（第六卷），中央研究院歷史語言研究所，2003。
12. 《嚴耕望史學論文集》 (上中下三冊)，上海古籍出版社, 2009
  - （遺著，由學生李啟文整理）
13. 《治史三書》，由《治史經驗談》、《治史答問》及《錢穆賓四先生與我》合輯而成，簡體字版，遼寧教育，1998。現時仍有重版